# Antonio de Herrera y Tordesillas

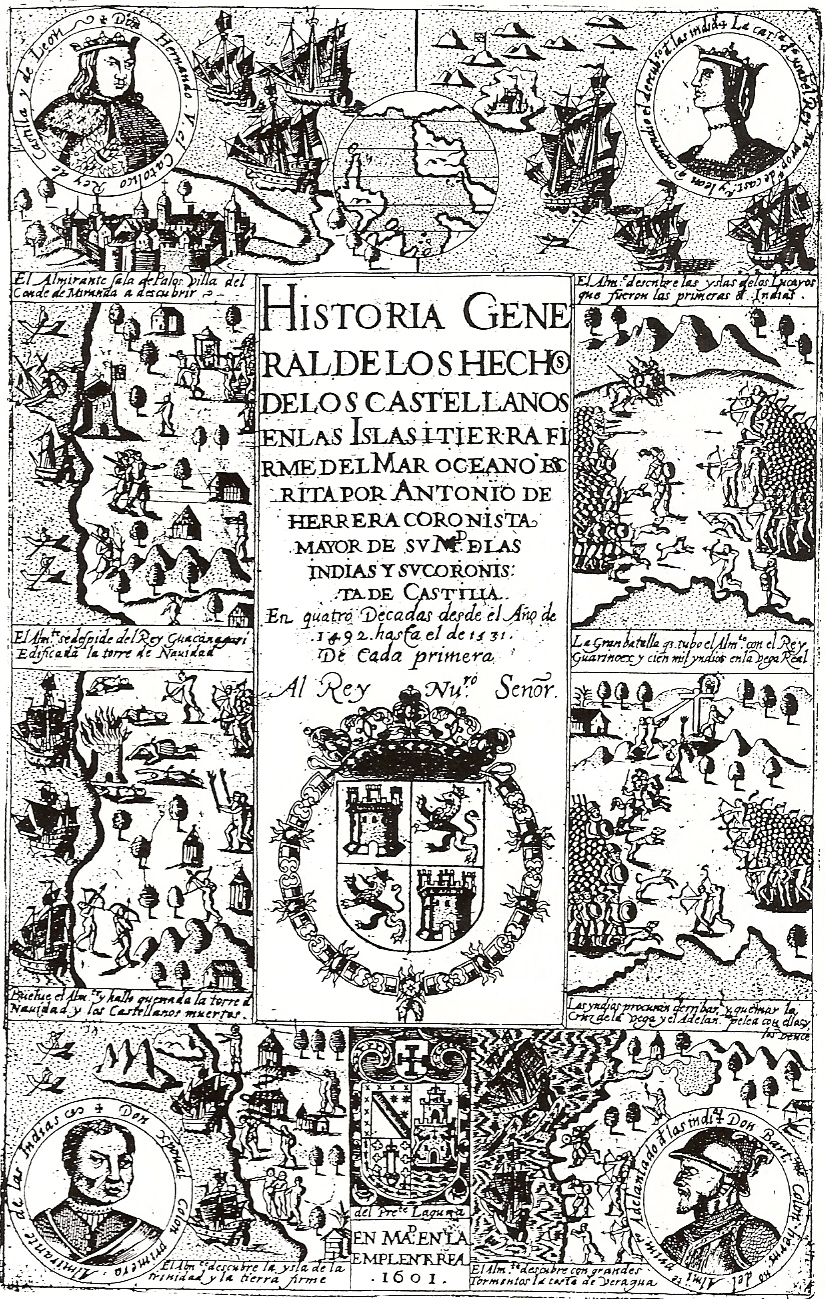
Titelseite der Décadas

Antonio de Herrera y Tordesillas (* 1549 in Cuéllar bei Segovia; † 29. März 1625 in Madrid) war ein spanischer Historiker.

## Leben
Er entstammte einer Adelsfamilie aus der Gegend um Segovia und studierte in Italien. Sein Gönner König Philipp II. ernannte ihn 1596 zum offiziellen Geschichtsschreiber des Spanischen Reichs von Amerika. Herrera beschäftigte sich hauptsächlich mit der Niederschrift seines Berichts über die spanische Entdeckungen und Eroberungen in Amerika bis 1554, der Historia general de los hechos de los Castellanos en las islas y tierra firme del mar oceano (Allgemeine Geschichte der Taten der Kastilier auf den Inseln und dem Festland des Ozeans). Er stützte sich dabei auf ältere Quellen. Das Werk erschien 1601 bis 1615 in vier Bänden in Madrid. Es wurde zum bekanntesten zeitgenössische Werk seiner Art.
Zudem übersetzte er aus dem Französischen, Italienischen und Lateinischen (Tacitus) ins Spanische.

## Werke (Auszüge)
- Historia general de los hechos de los Castellanos en las islas y tierra firme del Mar Oceano (Madrid, 1601–1615, 4 Bände)
- Historia de lo sucedido en Escocia a Inglaterra en quarenta y quatro annos que vivio la reyna Maria Estuarda (Madrid, 1589)
- Cinco libros de la historia de Portugal, y conquista de las isles de los Acores, 1582–1583 (Madrid, 1591)
- Historia de lo sucedido en Francia, 1585–1594 (Madrid, 1598)
- Historia general del mundo del tiempo del rey Felipe II, desde 1559 haste su muerte (Madrid, 1601–1612, 3 vols)
- Tratado, relation, y discurso historico de los movimientos de Aragon (Madrid, 1612)
- Comentarios de los hechos de los Españoles, Franceses, y Venecianos en Italia, etc., 1281–1559 (Madrid, 1624)